# 克拉克斯山 (印地安納州)
克拉克斯山（英語：Clarks Hill）是一個位於美國印地安納州蒂珀卡努縣的城鎮。

## 人口
根據2010年美國人口普查的數據，克拉克斯山的面積為0.71平方千米，當中陸地面積為0.71平方千米，而水域面積為0.00平方千米。當地共有人口611人，而人口密度為每平方千米861人。